# 武田熊蔵
武田 熊蔵（たけだ くまぞう、1865年8月27日〈慶応元年7月7日〉 - 1943年〈昭和18年〉2月8日）は、明治から昭和時代戦前の政治家。埼玉県川越市長。

## 経歴
武田鉚助の長男として忍町（現行田市）に生まれる。1882年（明治15年）埼玉県巡査を振り出しに1899年（明治32年）深谷警察署長、ついで越谷、川越、浦和など県内の主要な警察署長を歴任。1910年（明治43年）北葛飾郡長に就任したのち、秩父、大里、北足立郡各郡長を経て、1923年（大正12年）川越市長に就任した。
市長在任中は、産婆看護婦学校（現川越看護専門学校）や市立商業学校・実科高等女学校を開設し、1927年（昭和2年）下水道1期工事を完成させるなど草創期の市政発展に尽力した。